# Sztuka spadania
Sztuka spadania, englischer Verleihtitel Fallen Art, ist ein polnischer computeranimierter Kurzfilm von Tomasz Bagiński aus dem Jahr 2004.

## Handlung
Ein mit Stacheldraht eingezäuntes Militärgelände. Auf einem hohen Turm stehen Soldaten, die nach Anweisung von unten erst mit einem Orden ausgezeichnet und anschließend vom Turm gestoßen werden. Ihre Haltung beim Aufprall wird anschließend fotografiert und das Foto einem hohen Militär in einer nahen Baracke gebracht. Er legt das Foto in eine Maschine und spielt anschließend Musik ab. Das Foto wird durch die Maschine animiert, sodass es aussieht, als würde der Soldat zur Musik tanzen. Auch der übergewichtige Militär beginnt zu tanzen, bis die Maschine plötzlich stoppt. Der Mann gibt erneut einen Befehl und der nächste Soldat wird vom Turm gestoßen. 

## Produktion
Sztuka spadania war Tomasz Bagińskis zweiter Kurzfilm bei Platige Image. Wie der vorher veröffentlichte Film Katedra wurde auch Sztuka spadania computeranimiert. Die Handlung wird musikalisch durch den Titel Asfalt Tango der Gruppe Fanfare Ciocărlia untermalt.

## Auszeichnungen
Sztuka spadania gewann 2006 den BAFTA als bester animierter Kurzfilm. Im Jahr 2005 erhielt der Film auf dem Golden Horse Film Festival den Großen Preis für digitale Kurzfilme.